# NGC 662
NGC 662 è una galassia a spirale situata nella costellazione di Andromeda, a una distanza di circa 260 milioni di anni luce dalla nostra Via Lattea.

## Scoperta
NGC 662 è stata scoperta il 22 novembre 1884 dall'astronomo francese Édouard Stephan.

## Descrizione
NGC 662 presenta una larga riga a 21 cm dell'idrogeno neutro. Viene inoltre classificata come galassia di campo, in quanto non appartiene a nessun gruppo o ammasso di galassie ed è quindi gravitazionalmente isolata.

## Supernova
Il 14 agosto 2010, all'interno di NGC 662 è stata scoperta la supernova SN 2001dn da parte dell'astronomo amatoriale britannico Tom Boles. La supernova è stata classificata di tipo Ia.